# 코러스 (비디오 게임)
코러스(Chorus)는 피시랩스가 개발하고 딥 실버가 배급한 2021년 우주 전투 게임이다. 이 게임은 2021년 12월 3일에 루나, 플레이스테이션 4, 플레이스테이션 5, 스테이디어, 윈도우, 엑스박스 원, 엑스박스 시리즈 X/S로 출시되었다.
코러스는 비평가들로부터 전반적으로 긍정적인 평가를 받았지만, 엠브레이서 그룹의 판매 기대치에는 미치지 못했다.

## 게임플레이
코러스는 3인칭 시점으로 플레이되는 우주 전투 비디오 게임이다. 게임의 주인공인 나라는 지각 있는 스타크래프트인 포세이큰을 조종한다. 포세이큰은 미사일 발사기, 개틀링 건, 레이저 캐논과 같은 다양한 무기로 무장할 수 있다. 포세이큰은 또한 전투에서 함선의 성능을 변경하는 데 사용할 수 있는 모드 슬롯 3개를 가지고 있다. 이 게임은 오픈 월드를 배경으로 하며, 플레이어는 다양한 선택 퀘스트를 완료할 수 있다. 나라는 세계를 탐험하면서 다양한 고대 사원을 만나게 된다. 이 사원을 탐험하고 퍼즐을 풀면 나라는 새로운 전투 능력을 부여하는 에테르 능력을 얻게 된다. 예를 들어, "사냥의 의식" 능력은 포세이큰이 적 뒤로 직접 워프할 수 있게 해준다.

## 줄거리
어두운 과거를 가진 최고의 파일럿인 나라(제스 챈리아우 연기, 캐시 브래들리 목소리)와 그녀의 지각 있는 스타파이터 포세이큰은 전 우주를 지배하려는 대예언자가 이끄는 억압적인 컬트 집단인 서클을 무찌르기 위해 힘을 합쳐야 한다.

## 개발
코러스는 모바일 기기용 갤럭시 온 파이어 시리즈 개발로 가장 잘 알려진 피시랩스가 개발했다. 게임 개발은 2017년에 시작되었다. 이 게임은 2020년 5월 7일 마이크로소프트의 엑스박스 20/20 이벤트에서 발표되었다.

## 평가
코러스는 비평가들로부터 "전반적으로 긍정적인" 평가를 받았지만, PS5 버전은 리뷰 애그리게이터 웹사이트인 메타크리틱에 따르면 "혼합되거나 평균적인" 평가를 받았다. 이 게임은 2022년 도이치 컴퓨터슈필프라이스에서 최고의 독일 게임상을 수상했다.
GamesRadar+의 존 베일스는 이 게임이 "좋은 스타워즈 장면의 느낌을 불러일으킨다"고 썼으며, 함선 디자인, 우주 전투, 컨트롤, 특수 능력을 칭찬했지만, 밋밋한 스토리와 형편없는 보스를 비판했다. IGN의 댄 스테이플턴은 게임의 풍경과 공중전을 칭찬하면서 스토리를 "비록 Lore에 빠뜨릴 위험이 있지만 존경할 만하다"고 평했다. 푸시 스퀘어의 올리 레이놀즈는 부드러운 전투, 듀얼센스 피드백, 사이드 미션 및 접근성 옵션을 칭찬했지만, 형편없는 대화, 낮은 프레임 속도, 게임 내 지도를 비판했다.
2022년 2월, 엠브레이서 그룹(딥 실버의 모회사)은 코러스가 판매 기대치를 충족시키지 못했다고 밝혔다.

## 수상
| 날짜             | 수상                        | 부문                                 | 후보자                                   | 결과 | Ref.                 |
| ---------------- | --------------------------- | ------------------------------------ | ---------------------------------------- | ---- | -------------------- |
| 2022년 11월 16일 | 할리우드 음악 미디어 어워드 | 베스트 오리지널 스코어 – 비디오 게임 | 페드로 마세도 카마초                     | 수상 | [ 18 ] [ 19 ] [ 20 ] |
| 2022년 11월 16일 | 할리우드 음악 미디어 어워드 | 베스트 오리지널 곡 – 비디오 게임     | 페드로 마세도 카마초, 보컬은 우양가 볼드 | 후보 | [ 18 ] [ 19 ] [ 20 ] |

## 참고
1. ↑  이 게임은 댐버스터 스튜디오와 공동 개발되었다.